# Спис, Август
Август Спис (англ. August Spies; 10 декабря 1855, Германия — 11 ноября 1887, Чикаго) — американский анархист, редактор, издатель немецкого происхождения.

## Биография

Казнь анархистов-мучеников в Чикаго

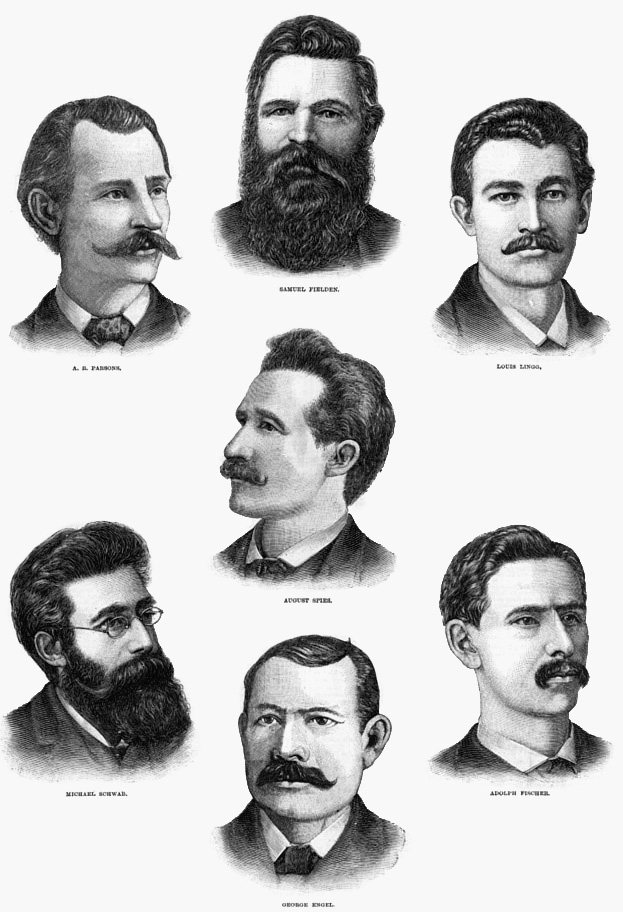
Анархисты-мученики Хеймаркета (А. Спис — в центре)

Сын государственного чиновника лесного хозяйства. В 17-летнем возрасте эмигрировал в США. В 1872 году прибыл в Нью-Йорк. Обучался на мебельщика.
В 1873 году поселился в Чикаго. В 1876 году перевёз из Германии мать с семьёй в США.
Занимался профсоюзной деятельностью.
Активист радикального революционного рабочего движения. Член Социалистической рабочей партии Америки (с 1877). Был лидером радикальной фракции, которая спровоцировала раскол в партии.
С 1880 года издавал собственную газету на немецком языке Chicagoer Arbeiter-Zeitung. В 1883 году стал лидером Революционного конгресса в Питтсбурге, который официально учредил Международную ассоциацию трудящихся.
С 1884 года — редактор Chicagoer Arbeiter-Zeitung.

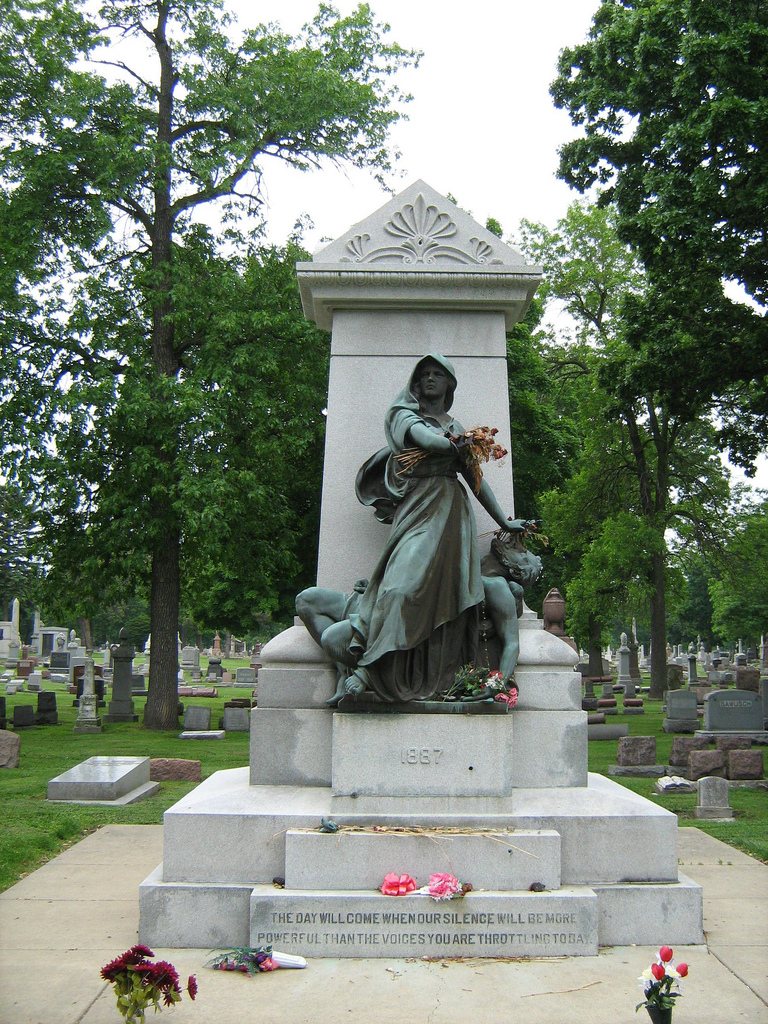
Памятник мученикам Хеймаркет на кладбище Forest Home

4 мая 1886 года в Чикаго прошёл митинг-протест рабочих на площади Хеймаркет (англ. Haymarket «Сенной рынок») под лозунгом борьбы за 8-часовой рабочий день, во время которого был совершён провоцирующий теракт. Бомбой, брошенной в полицейский отряд внедрённым агентом, было убито несколько полицейских и рабочих, после чего стражи порядка открыли огонь по митингующим. Это событие послужило поводом для ареста 8 анархистов и по приговору суда 11 ноября 1887 года четверо из них были повешены, в том числе Август Спис, несмотря его невиновность, ведь согласно изданию The Press on Trial, А. Спис закончил свою речь на митинге, но всё ещё находился на сцене, когда взорвалась бомба.
В результате этой карательной операции под суд попали восемь анархистов:
Август Спис,
Альберт Парсонс,
Адольф Фишер,
Джордж Энгел,
Луис Лингг,
Михаэль Шваб,
Самуэль Филден
и Оскар Неебе.
Двое из обвиняемых, Михаэль Шваб и Сэмюэль Филден, просили о помиловании, и их приговоры были заменены на пожизненное заключение в тюрьме губернатором Ричардом Джеймсом Оглсби. 26 июня 1893 года они были помилованы и освобождены.
Из оставшихся пяти человек Луис Лингг покончил с собой в своей камере детонатором, спрятанном в сигаре, 10 ноября 1887 года. А. Спис, Альберт Парсонс, Адольф Фишер и Джордж Энгел были повешены 11 ноября 1887 года и похоронены на городском кладбище города Форест-Парк, пригорода Чикаго.
Перед повешением, А. Спис крикнул: 

«Придёт день, когда наше молчание окажется мощнее ваших криков!».
В 1893 году было официально признано, что все восемь осуждённых были невиновны, они стали жертвой полицейской провокации. 26 июня 1893 года губернатор штата Иллинойс Джон Питер Альтгельд подписал официальные извинения троим оставшимся в живых — Филдену, Неебе и Швабу. Губернатор указал, что реальной причиной взрыва стала неудача властей Чикаго в освобождении полицейских агентов от ответственности за расстрел рабочих. Начальник полиции, отдавший приказ открыть огонь, позднее был осуждён за коррупцию. Полицейский провокатор, бросивший бомбу, так и не был выявлен.
В память об этом событии первым Парижским конгрессом II Интернационала в июле 1889 года было принято решение о проведении ежегодных демонстраций в день 1 мая. Этот день был объявлен международным праздником всех трудящихся.